# Jozef Murgaš
Jozef Murgaš (ang. Joseph Murgas; ur. 17 lutego 1864 r., Tajov k. Bańskiej Bystrzycy – zm. 11 maja 1929 r. w Wilkes-Barre w USA) – słowacki duchowny rzymskokatolicki, fizyk, malarz. Wynalazca w dziedzinie telegrafii bezprzewodowej i radiokomunikacji, autor szeregu patentów w tych dziedzinach. Jako pierwszy zastosował modulację częstotliwości w radiotelegrafii.